# Magas-hegyi tanösvény
A Magas-hegyi tanösvény a sátoraljaújhelyi Zemplén Kalandpark területén kialakított, 15 állomást magába foglaló tanösvényrendszer, mely bemutatja a Zemplén növény- és állatvilágát, földtörténeti és geológiai érdekességeit, történelmi, irodalomtörténeti értékeit.

## Állomások
1. Széphalom Kazinczy-kert, a Magyar Nyelv Múzeuma
2. Ülőfelvonó alsó állomása (Torzsás)
3. Síház – ülőfelvonó középső állomása
4. Fejedelem-forrás
5. Vörös nyereg
6. Bükkös – tölgyes
7. Körtefa nyereg
8. Nagy-Nyugodó nyereg
9. Várhegy – Vár[1]
10. Boglyoska tető
11. Magyar Kálvária
12. Szent István-kápolna
13. Gejzírkő[2]
14. Védett sziklafal
15. Ungvári pincék